# キッドナップ (テレビドラマ)
『キッドナップ』は、2006年9月20日から2007年8月11日までNBCで放送されたテレビドラマ。全13話。
誘拐された息子の行方とその父親の秘密をミステリアスに描く。隠された父親の秘密や謎めいた登場人物たちに目が離せない展開となっている。 

## あらすじ
投資家コンラッド・ケインの息子レオポルドが車で登校中のとき襲われ誘拐される。ボディーガードのヴァージルは負傷したあと行方不明。車に同乗していたアルフレッドはケイン家に行き、母親のエリーに誘拐犯グループから預かった「警察に言うな」という紙を渡す。
コンラッドは弁護士のロジャーから紹介されたナップにレオポルド救出を依頼する。

## キャスト
主人公と相棒 / ケイン家 / FBI / 誘拐犯グループ / キング家とヘイズ家 / ケイン家の関係者 / 誘拐犯グループの家族 / メキシコ / その他

### 主人公と相棒
ルシアン・ナップ
演 - ジェレミー・シスト、日本語吹替 - 最上嗣生
私立探偵。元FBI捜査官。未婚。
仕事内容は誘拐された人質を救出して、報酬は人質が元の状態で戻った場合のみ言い値で貰う。
FBI時代、行方不明になった少女アナベルのことで精神的に不安定になり解雇されている。母親はカルト教団に入信している。
ロジャーから誘拐されたレオポルドの話を聞き、コンラッドにレオポルドの救出を依頼される。
事件が解決しケイン家でレオポルド救出の代金を貰いくつろいでいたときラリーから電話がかかってくる。ラリーが刑務所を脱走し、ケイン家のすぐ近くから電話していることに気づいたところで物語は終わる。
ターナー
演 - カルメン・イジョゴ、日本語吹替 - 東條加那子
ナップのコーディネーター兼アシスタント。以前は国家安全保障局で働いていた。
出身はロンドン北部カムデン区ハムステッドのハーバーストック・ヒル。仕事に影響するのでナップと肉体関係はない。
レオポルドを救出するためケイン家の一室を借りそこからナップをサポートする。
アンディに銃で撃たれるが防弾チョッキを着ていたため助かる。

### ケイン家
コンラッド・ケイン
演 - ティモシー・ハットン、日本語吹替 - 古澤徹
投資家。家族でニューヨークのアッパー・イースト・サイドに住んでいて自宅にプールがある。生まれはクイーンズのサニーサイド。
昔の友人からは「コニー」と呼ばれている。未成年時に脅迫と不法侵入で2回逮捕歴があり、共犯のジェームズ・サリヴァンと1年間更生施設に入っていた。
ロジャーから紹介されたナップにレオポルド救出を依頼する。誘拐犯オペレーターからの指示でナップを連れてメキシコのマデイラ行きの飛行機に乗る。マデイラに着きレオポルドに銃を突きつけている男を射殺し再会する。
エリー・ケイン
演 - ダナ・デラニー、日本語吹替 - 泉裕子
コンラッドの妻。兄弟は兄がいたが4歳のとき誘拐され犯人は捕まったが兄は行方不明のまま。
1年前レオポルドがセントラル・パークでジョセフという男から脅迫されたことでボディーガードを付ける。
8年前に心臓移植待機者のジャックが貰うはずだった心臓をレオポルドのため横取りする。これが今回の誘拐事件の発端だった。
オーブリー・ケイン
演 - オリヴィア・サールビー（幼少期：メグ・グズレスク (Meg Guzulescu)）、日本語吹替 - 川庄美雪
コンラッドとエリーの長女。レオポルドとアリスの姉。喫煙者。
ブラウン大学の学生で、今は家を離れ寮でルームメイトのダイアン・ウィーバーと生活している。
バー「チューリッヒ」でケネス・カントレルと意気投合しバーを出る。ケネスの車のダッシュボードから失くしたはずの携帯電話とオーブリーの写真を見つける。その場から逃げるがすぐに捕まる。その後ナップとFBIが助けに来て保護される。
レオポルド・ケイン
演 - ウィル・デントン（幼少期：マイケル・マクラフリン (Michael McLaughlin)）、日本語吹替 - 大須賀純
コンラッドとエリーの長男。15歳。通称「レオ」。素潜りが得意。8年前に心臓移植を受けている。
登校中に襲われ誘拐される。監禁場所から逃げ出すがオットーにすぐ捕まり今いる場所がメキシコだということを聞かされる。新しい監禁場所である古い刑務所から逃げ出し海岸に辿り着く。追かけてきたベローに殺されそうになるがヴァージルに助けられる。事件解決後、ラティマーからヴァージルの遺品（特殊部隊にいた時のIDタグ）をもらう。
アリス・ケイン
演 - リディア・ジョーダン、日本語吹替 - 高橋まゆこ
コンラッドとエリーの次女。オーブリーとレオポルドの妹。
ベンジャミン・ランド
演 - ロバート・フォックスワース、日本語吹替 - 佐々木敏
1933年タルサ生まれ。エリーの父親。妻は7年前に亡くしている。
祖父の牧場でオクラホマ州で1番となる油田を発見する。一家の資産は財団を隠れみのにベンジャミン自身が運用している。
ワシントンのディナーパーティでFBI長官からレオポルドの誘拐の話を聞きケイン家に駆け付ける。FBI長官を巻き込み誘拐犯グループにレオポルドを無事に帰せば4000万ドル支払うと交渉する。誘拐犯グループの本部は金に興味が無かったため、受け渡し場所で4000万ドルを爆破される。

### FBI
ラティマー・キング
演 - デルロイ・リンドー、日本語吹替 - 福田信昭
引退予定のFBI特別捜査官。前妻が亡くなったあとトリッシュと再婚している。子供は前妻との娘のエラと、トリッシュとの息子のクワメがいる。
妹のジャッキーから連絡が取れなくなった夫のヴァージルの捜索を頼まれケイン家を訪れる。レオポルドが誘拐されたことを知りFBIも捜査に加わる。事件の真犯人がアンディだと分かり射殺する。
事件が解決したことでFBI捜査官を引退する。ナップに旅行から帰ってきたら一緒にやらないかと誘われる。
アンディ・アーチャー
演 - ライナス・ローチ、日本語吹替 - 成田剣
FBI特別捜査官。妻はマデリン。
実はこの誘拐事件の真犯人。9年前息子のジャックが倒れ先天性の心疾患と告げられる。ジャックは心臓移植待機リストの最後に名前が載る。1年経ちドナーが見つかったと連絡が来る。しかしその心臓をエリーに横取りされジャックは死ぬ。その後、復習するためケイン家を調べレオポルドの誘拐を計画し実行した。
ケイン家に戻ってきたレオポルドを椅子に縛り銃を突きつけながらコンラッドとエリーに事件の真相を話す。ナップがきて時間稼ぎをしている間に、ラティマーに隣の建物からライフルで撃たれ死亡。その後アンディの自宅の地下室から遺体で発見されたアトキンズと、ラモン事件の押収金が見つかる。
去年クレアからコンラッドの情報を聞き出すためエマーソン・ジェーンズという偽名を使い付き合っていた。ラリーともエマーソン・ジェーンズという偽名で文通していた。
マルコム・アトキンズ
演 - マイケル・モズリー、日本語吹替 - 小松史法
アンカレッジから来たFBI捜査官。独身。
アンカレッジの支局でラティマーと面識がある。実は内務調査班でラティマーがラモン事件の押収金を盗んだのかを調べている。内務調査班にはFBIに最初に配属された日から勤めている。
仕事を終えアンディを自宅まで送る。アンディが車内にピザを置き忘れていたため自宅に持っていく。地下室でケイン家の隠しカメラの映像や資料を見つける。部屋を見渡していたときアンディにバットで頭を複数回殴られ死亡。
ヴァンス
演 - ジャンカルロ・エスポジート、日本語吹替 - 諸角憲一
内務調査班。ラティマーがラモン事件の押収金の一部の約2000万ドルを盗んだと疑っている。理由はラティマーの引退時期が早かったから。
カンポ
演 - チャンス・ケリー、日本語吹替 - 丸山壮史
スナイパーに狙われているエラを救助するため集められたFBI捜査官。

### 誘拐犯グループ
グリーン
演 - ボリス・マクギヴァー、日本語吹替 -
狙撃手。ライフルでヴァージルを撃ち重傷を負わせる。その後に口封じのため会計係に射殺される。
ジェームズ・デヴィエ/チャールズ・シュローダー
演 - ダグ・ハッチソン、日本語吹替 - 谷昌樹
本名は「ジェームズ・デヴィエ」。「チャールズ・シュローダー」という偽名でシュローダー繊維を経営している。元陸軍で不名誉除隊されている。
事務所から誘拐仲間に指示を出している。FBIに住所を特定され踏み込まれる少し前に事務所を爆破し脱出するが、キャサリンの店の前でラティマーに逮捕される。レオポルドとの交換を条件に釈放されるが交換場所に来た車が爆発し死亡。
白血病で余命1年と宣告され、あとに残される妻のため犯罪に手を染めていた。コンラッドがブドウ園に行って留守のとき、ケイン家に隠しカメラを仕込んでいた。
会計係
演 - ジェームズ・アーバニアック、日本語吹替 -
デヴィエに雇われた殺し屋。本名不明。コードネームは「会計係」。報酬の受け渡しや仲間の口封じなどをする。
病院で弾丸の摘出手術を受けるヴァージルを殺そうとしたが失敗する。隠れ家に向かったヴァージルとエリーの跡をつけるが、ナップに背後から襲われ捕まる。その後ラティマーと一緒にギブソンに捕まったナップを探すが、ラティマーがナップを助けている隙に逃げ出す。妻のシャーロットの殺害を指示したヴィヴィアンを車の中で待ち伏せ射殺する。
ビル・ヘンダーソン
演 - ロバート・クロヘシー、日本語吹替 -
オペレーター。本部からの指示をメキシコにいるベローに伝えている。
本部からの指示に疑問を持ち、ベローに今後は自分がコンラッドと交渉するから監禁場所を変えるよう伝える。
自宅でジャッキを上げて車の下で作業をしているときアンディが訪ねてくる。アンディに「お前はクビ」だと言われジャッキを外され車の下敷きになり死亡。
妻と娘がいる。
ベロー
演 - ロバート・ジョン・バーク、日本語吹替 - 丸山壮史
メキシコの監禁場所でレオポルドを見張っている白人。
テレビのニュースで身代金の4000万ドルが燃やされたことを知る。本部からの指示に疑問を持ったオペレーターから監禁場所を変えるよう言われ、オットーとレオポルドを連れて移動する。レオポルドが新しい監禁場所から逃げ出したため殺そうとするが、助けに来たヴァージルに首の骨を折られ死亡。
オットー
演 - オットー・サンチェス、日本語吹替 - 奈良徹
ベローと一緒にレオポルドを監禁しているメキシコ人。レオポルドと接しているうち親しくなる。レオポルドが携帯電話で自宅に電話したときも、すぐに取り上げ部屋に来たベローを上手く誤魔化している。レオポルドが新しい監禁場所から逃げ出し見つけられずにいたら、ベローにレオポルドをおびき出すための餌として銃で足を撃たれる。オットーはレオポルドに「逃げろ!俺に構うな」と言ったあと、ベローに殺される。
レイ・カントン
演 - ジーン・ハリソン (Gene Harrison)、日本語吹替 -
レオポルドを誘拐した実行犯。登校中のレオポルドが乗っていた車の運転手を射殺する。ナップが自宅を訪れたときには会計係に喉を切られ殺されていた。
先週前妻に養育費を払うあてができたと電話していた。
ケネス・カントレル
演 - デズモンド・ハリントン、日本語吹替 -
サニーサイドのチンピラ。犯罪歴5回で服役2回。
バー「チューリッヒ」でオーブリーと意気投合しバーから連れ出す。公衆電話からデヴィエに報告しているときオーブリーに誘拐のことを知られる。その後ナップとFBIに居場所を突き止められオーブリーを人質にするが、アトキンズに足を撃たれ確保される。
ヴィヴィアン・ガットマン
演 - メッチェン・アミック、日本語吹替 - 加納千秋
誘拐犯を外から操っている女。名門大学の学生だったが悪い男に影響されナイジェリアに渡り博士号を取る。レズビアン。
デヴィエの自宅でナップとラティマーに捕まるが、FBIへ移送されているとき捜査官2人を殺し逃亡する。ナップに居場所がバレ捕まるが、解放しなければスナイパーにエラを殺させると言う。解放されたあとFBIから逃げ切るが、車に隠れていた会計係に射殺される。
ギブソン
演 - トム・ヌーナン、日本語吹替 -
会計係の仕事仲間。ヴァージル殺しに失敗した会計係を殺そうとしたが、ナップが代わりにきたため背後から襲い連れ去る。会計係の居場所を吐かせるためナップを拷問していたが、助けにきたラティマーに射殺される。

### キング家とヘイズ家
ヴァージル・ヘイズ
演 - ミケルティ・ウィリアムソン、日本語吹替 - 武虎
レオポルドのボディーガード。妻はジャッキー。今は警備会社に勤めているが、以前は海軍の対テロ特殊作戦部隊や特殊部隊チーム6に所属していた。
レオポルドを乗せた車で学校へ向かっているとき誘拐犯グループに襲われる。誘拐犯を倒していくがライフルで右肩を撃たれたあと、スタテン島に連れて行かれ放置される。その後見つかり病院に搬送される。体内に弾丸が入ったままのため摘出手術を受ける。レオポルドのニュースを見て重体のまま病院を抜け出す。エリーからエラとラティマーがスナイパーに狙われていると知らされ、警察車両から二人を狙っていたスナイパーの一人を見つけFBIに連絡する。レオポルド救出のためメキシコのマデイラに到着する。ベローに殺されそうになっているレオポルドを見つけ助ける。その後今までの無理がたたり絶命する。
ジャッキー・ヘイズ
演 - オードラ・マクドナルド、日本語吹替 -
ヴァージルの妻。ラティマーの妹。
ヴァージルが家に帰らず連絡が取れないためラティマーに相談する。ヴァージルからは自分に何かあった場合はラティマーを訪れるよう言われていた。病院を抜け出し自宅に戻っていたヴァージルに別れを告げられる。
トリッシュ・キング
演 - ロザリン・コールマン (Rosalyn Coleman Williams)、日本語吹替 -
ラティマーの後妻。クワメの母。証券会社のトレーダーで香港を担当しているため、午前4時でも仕事をしている。
3週間前にジャッキーの負担を軽くするためヴァージルの借金を一括完済している。
エラ・キング
演 - スーザン・ケレチ・ワトソン、日本語吹替 - 瑚海みどり
ラティマーと亡き前妻との娘。アパートに住んでいるが改装中のためケイン家にやってくる。
ワシントン・スクエア公園でスナイパーに狙われるが、FBIがヴィヴィアンを解放したことで助かる。
クワメ・キング
演 - ハリ・ジョンソン (Khari Johnson)、日本語吹替 -
ラティマーとトリッシュとの息子。エラの義弟。ラティマーからトリッシュとエラを守ってくれと頼まれる。

### ケイン家の関係者

#### 仕事関係
ロジャー・プリンス
演 - リッキー・ジェイ、日本語吹替 -
コンラッドの弁護士。レオポルドの名付け親。
サリヴァンから分け前を弾むから金を工面してほしいと頼まれる。その後サリヴァンに脅され、コンラッドの留守中にデヴィエをケイン家に入れるなど、サリヴァンの言いなりになっていた。そのことをコンラッドやエリーに知られ、これまでの経緯を話したあと拳銃自殺する。
ミン・グァンジョウ
演 - リチャード・チャン (Richard Chang)、日本語吹替 -
コンラッドと仕事の話をするためケイン家を訪れた中国人。
ヤン・グァンジョウ
演 - クリス・チン (Chris Chinn)、日本語吹替 -
コンラッドと仕事の話をするためケイン家を訪れた中国人。

#### 昔の知り合い
テリー
演 - レイ・イアニチェリ (Ray Iannicelli)、日本語吹替 -
バーのマスター。コンラッドとは古い知り合いで、コンラッドからサリヴァンのことを聞かれる。その後サリヴァンの葬儀に現れたコンラッドを歓迎する。
ジェームズ・サリヴァン
演 - テリー・キニー、日本語吹替 - 横島亘
マフィアの大物。愛称は「サリー」。コンラッドの昔の友人で、未成年時のコンラッドと犯罪を犯したことがある。
コンラッドが訪ねてきて息子を誘拐したのかと聞かれる。その後ケイン家のパーティに招待されていないのに参加する。パーティの帰り道で銃撃され死亡。銃撃したのは生前脅していたロジャーだった。
ジェリー
演 - ジェイソン・コットル (Jason Cottle)、日本語吹替 -
コンラッドの昔の友人。コンラッドに頼まれてサリヴァンのところへ連れて行く。バーのトイレでサリヴァンの葬儀に現れたコンラッドに殴りかかるが、かわされ逆に銃を突きつけられる。
ナップに殴られクレアを殺した犯人が誰かを聞かれる。
アニー・フィリップス
演 - フィリス・サマーヴィル、日本語吹替 - 新田万紀子
クレアの母。ラティマーを訪ねたが不在だったためアトキンズにクレアとコンラッドが不倫していたこと、クレアが1年前から行方不明だということを話す。
ナップがエマーソン・ジェーンズのことで訪ねてくる。テレビでコンラッドが記者会見を開いているとき一緒に映ったアンディを見て、この男がエマーソン・ジェーンズだと言う。
クレア・フィリップス
演 - メガン・ラフェルティ (Meghan Rafferty)、日本語吹替 -
アニーの娘。コンラッドがエリーと別居しているとき付き合っていた。コンラッドのことを愛していたが、エリーが別れるよう怒鳴り込んできたためクレアから別れを切り出す。その後エマーソン・ジェーンズという偽名を使ったアンディと付き合っていた。
鋭利な刃物で首を切られた遺体で発見される。

#### 友人関係
アルフレッド・マスターズ
演 - ブレット・デルブオーノ (Brett DelBuono)、日本語吹替 -
レオポルドの同級生。レオポルドが誘拐されたとき車に同乗していた。レオポルドが誘拐されたあと返り血を浴びた姿でケイン家に行き、エリーに誘拐犯グループから預かった紙を渡す。
ダイアン・ウィーバー
演 - ビクトリア・カルタヘナ、日本語吹替 -
オーブリーのルームメイト。バー「チューリッヒ」のトイレで会計係に殺され冷凍庫に入れられていた。
タッカー
演 - エボン・モス-バッハラッハ、日本語吹替 -
ケイン家の知り合い。オーブリーからレオポルドが誘拐されたことを聞く。両親宛にケイン家のパーティの招待状が届いていたが、旅行で不在のためスコットに招待状を渡す。
ビル・ロス
演 - タイタス・ウェリヴァー、日本語吹替 - 加藤亮夫
オクラホマの上院議員。ミドルネームは「ザビエル」。
先月離党して大勢を怒らせている。エリーとは30年来の友人で愛人ではない。ナップからスイス銀行の口座の名義を調べてほしいと頼まれる。

#### その他関係者
マリア
演 - ミリー・ティレッリ (Millie Tirelli)、日本語吹替 -
ケイン家のメイド。レオポルドが生まれたときから働いている。
サム
演 - アルバート・ジョーンズ (Albert Jones)、日本語吹替 -
ケイン家が住んでいる建物の管理従業員。アリスにアリス宛に届いた小包を渡す。
E.J.
演 - ゾーイ・リスター-ジョーンズ、日本語吹替 -
ケイン家のパーティのスタッフ。ラティマーと一緒にパーティに参加予定のない客を探す。
ボビー
演 - デビッド・ガニング (David Gunning)、日本語吹替 -
ケイン家のパーティのスタッフ。コンラッドにボトルを渡す。
リチャード・ジャンセン
演 - ティボー・フェルドマン、日本語吹替 -
コロンビア病院の医師。8年前のレオポルドとジャックの担当医。ケイン家と親交がある。
ラティマーが病院に訪ねてきて、8年前にレオポルドの隣の病室にいた患者（ジャック）の名前を聞かれる。

### 誘拐犯グループの家族
リサ・カントレル
演 - リサ・ジョイス (Lisa Joyce)、日本語吹替 -
ケネスの元妻。1度暴行罪でケネスのことを訴えている。FBIに呼ばれてラティマーからケネスのことを質問される。
シャーロット
演 - アン・トルシグリエリ (Anne Torsiglieri)、日本語吹替 -
会計係の妻。夫が殺し屋だということは知らない。
会計係がヴァージル殺しに失敗した見せしめとしてギブソンに殺される。
ケリー・デヴィエ
演 - アナ・リーダー (Ana Reeder)、日本語吹替 -
ジェームズ・デヴィエの後妻。自宅でヴィヴィアンに捕らわれていたがナップとラティマーに助けられる。その後FBIに連れて行かれ、拘束されているデヴィエに自殺用の青酸カリを渡す。
リリー・カルフーン
演 - アリソン・バートレット (Alison Bartlett)、日本語吹替 -
グレッグ・ライトの元妻。グレッグは飛行機パイロット。グレッグからの生活費が遅れていて捜しても見つからなかったため失踪届を出すがすぐに取り下げる。

### メキシコ
エスピノーザ
演 - ジェイミー・ティレッリ (Jamie Tirelli)、日本語吹替 - 中村浩太郎
メキシコ警察の保安官。地元で見かけないベローに声をかける。保安官事務所を訪れたラティマーをレオポルドの最初の監禁場所に案内する。
クルソ
演 - デヴィッド・パトリック・ケリー、日本語吹替 - 側見民雄
メキシコに住んでいるナップの古い友人。
エールス
演 - アダム・トレーゼ (Adam Trese)、日本語吹替 -
偽のFBI捜査官。本名不明。本物のエールスは殺してエールスに成り代わっている。
レオポルドの最初の監禁場所に来たラティマーにFBI捜査官として近づく。ラティマーに正体がバレ気絶させられる。その後レオポルドを見つけ銃を突きつけていたときコンラッドに射殺される。
ハイメ
演 - アルフレッド・ヘルガー (Alfredo Herger)、日本語吹替 -
エスピノーザと電話でやり取りしていた男。

### その他
ラリー・ケロッグ
演 - アンソニー・ラップ、日本語吹替 - かつまゆう
刑務所の囚人。自分の妹アナベルを誘拐し殺したかもしれない男。
刑務所を脱走しケイン家のすぐ近くからナップに電話をかける。
エリザベス・ウェストレイク
演 - ハナ・ムーン (Hana Moon)、日本語吹替 -
ニューヨーク・タイムズの記者。早朝にケイン家を取材する。
サマンサ
演 - ナタリー・ディストラー (Natalie Distler)、日本語吹替 -
誘拐されていた少女。ナップに助けられ両親に引き渡される。父親から小さい頃は「サミー」、今は「サムソン」と呼ばれている。
ウェス
演 - アダム・ルフェーヴル、日本語吹替 -
オーブリーが住んでいる寮の監視員。ナップ、ラティマー、アトキンズをオーブリーの部屋に案内する。
ダニー
演 - ジョエル・マーシュ・ガーランド (Joel Marsh Garland)、日本語吹替 -
サニーサイドのチンピラ。バーでナップからケネスのことを聞かれる。その後ケネスにナップが探しにきたことを伝える。
ジンボ
演 - マイケル・マルヘレン、日本語吹替 -
ナップがアリスを護衛するため連れてきた用心棒。
ブラッドウェル・スコット
演 - リッチー・コスター、日本語吹替 -
ケイン家のパーティの参加者。エリーに近づきレオポルドの誘拐をほのめかす。実は誘拐犯ではなく、タッカーからレオポルドが誘拐されたことを聞いただけ。
ポール・レビン
演 - ブレナン・ブラウン、日本語吹替 -
ケイン家のパーティの参加者。ヨーロッパのベンチャーキャピタルを通してケインの会社の買収を画策している。
ジョージ・コルカー
演 - ヘンリー・ストロジャー (Henry Strozier)、日本語吹替 -
ケイン家のパーティの参加者。エリーの知り合い。
モーリーン・キャンベル
演 - エイミー・ライアン、日本語吹替 -
新聞記者。子供を亡くした親のふりをしてエリーに近づきレオポルドが誘拐されたことを聞き出す。これをスクープしたことでレオポルドの誘拐が公になる。
マンシーニ
演 - リード・バーニー、日本語吹替 - ふくまつ進紗
大量の銃器を扱っている民間軍事会社「グレーセン・グループ」のスタッフ。潜入するため会社にきたナップの面接をする。
キャサリン
演 - ミシェル・ハード、日本語吹替 -
偽造屋。ガスの娘。FBIに追われているデヴィエから変装や偽造書類の作成を頼まれる。デヴィエに銃を向けられるがナップに助けられる。
ガス
演 - デビッド・フォンテノ (David Fonteno)、日本語吹替 -
引退した偽造屋。絵を描いているときナップが訪ねてくる。
ログスト
演 - ジョシュ・パブロフ (Josh Pavloff)、日本語吹替 -
警察官。デヴィエに殺され制服を奪われる。
ホリー
演 - スティービー・パスコスキ、日本語吹替 -
私服刑事。コンラッドをジェームズ・サリヴァン殺害容疑で逮捕する。
デブリン・ホワイトヘッド
演 - マイケル・マッケンジー (Michael McKenzie)、日本語吹替 -
ニューヨーク随一の犯罪専門の弁護士。逮捕されたコンラッドから自身に落ち度がないことを証明するよう依頼される。
ジェンキンス
演 - ビクター・ラ・マンティア (Victor La Mantia)、日本語吹替 -
刑務所の守衛。ラリーと誘拐犯がやり取りしていた図書室の本の配達をしている。
エマーソン
演 - モーリー・ギンズバーグ、日本語吹替 -
違法医師。名医になれたのに適正量を超えた薬を使い医師免許をはく奪されている。
会計係からケガの治療のため訪れたギブソンの居場所を聞かれる。
アナベル・ケロッグ
演 - ルビー・ジェリンズ、日本語吹替 - 下田麻美
ラリーの妹。ナップがFBI捜査官時代に誘拐され生死不明。
マデリン・アーチャー
演 - エリザベス・マーヴェル、日本語吹替 -
アンディの妻。息子のジャックが入院しているとき、エマーソン・ジェーンズという名の主人公の絵本を読んであげていた。

## エピソードリスト
| 各話   | 邦題           | 原題                      | 監督                     | 脚本                              | 放送日         |
| ------ | -------------- | ------------------------- | ------------------------ | --------------------------------- | -------------- |
| 第1話  | いつもと違う朝 | Pilot                     | Michael Dinner           | Jason Smilovic                    | 2006年9月20日  |
| 第2話  | 思わぬ届け物   | Special Delivery          | Michael Dinner           | Jason Smilovic                    | 2006年9月27日  |
| 第3話  | 偽り           | Sorry Wrong Number        | Michael W. Watkins       | David Greenwalt & Jason Smilovic  | 2006年10月4日  |
| 第4話  | 弾丸は語る     | Number One with a Bullet  | Michael Pressman         | David J. Burke                    | 2006年10月21日 |
| 第5話  | 迷路           | Burn, Baby, Burn          | Oz Scott                 | Duppy Demetrius                   | 2006年10月28日 |
| 第6話  | 父と娘         | My Heart Belongs to Daddy | Nelson McCormick         | Jan Oxenberg                      | 2007年6月24日  |
| 第7話  | トップページ   | Front Page                | Darnell Martin           | Sam Catlin                        | 2007年6月30日  |
| 第8話  | 尾行           | Gone Fishing              | Jean de Segonzac         | David J. Burke                    | 2007年7月7日   |
| 第9話  | 絶体絶命       | Do Unto Others            | Peter Werner             | Duppy Demetrius & Hilly Hicks Jr. | 2007年7月14日  |
| 第10話 | 標的           | Impasse                   | Alex Chapple             | Jan Oxenberg & Jason Smilovic     | 2007年7月21日  |
| 第11話 | 裏切り         | Mutiny                    | ジェイス・アレクサンダー | Tyler Mitchell                    | 2007年7月28日  |
| 第12話 | 犠牲           | Acknowledgement           | トニー・ゴールドウィン   | Jason Smilovic                    | 2007年8月4日   |
| 第13話 | 終焉           | Resolution                | Jeff Bleckner            | Jason Smilovic                    | 2007年8月11日  |